# ジョン・サヴェージ (第5代リヴァーズ伯爵)
第5代リヴァーズ伯爵ジョン・サヴェージ（英語: John Savage, 5th Earl Rivers、1665年4月29日 – 1737年5月9日）は、イギリスの貴族。

## 生涯
リチャード・サヴェージ（Richard Savage、第2代リヴァーズ伯爵ジョン・サヴェージの息子）とアリス・トラフォード（Alice Trafford、トマス・トラフォードの娘）の息子として、1665年4月29日に生まれ、ドゥエーで教育を受けた。
1712年までにカトリック教会の聖職者になり、1712年8月19日に伯父トマスの息子にあたる第4代リヴァーズ伯爵リチャード・サヴェージが死去すると、リヴァーズ伯爵の爵位を継承した。
1736年までにブルッヘに向かい、1737年5月9日に死去した。嫡子がおらず、爵位はすべて断絶した。一方、愛人との間で娘をもうけており、遺言状で愛人に2,500ポンドの年金を、娘に1万ポンドを与えた。